# Tajnosti
Tajnosti je český film režisérky Alice Nellis z roku 2007. Vypráví jeden den v životě Julie (Iva Bittová), den, kdy se dozví o smrti Niny Simone a rozhodne se koupit si klavír (původně se film měl jmenovat Právě dnes).

## Obsazení
| Iva Bittová    | Julie               |
| Ivan Franěk    | Karel               |
| Martha Issová  | Cecílie             |
| Miloslav König | mladík – klavírista |
| Karel Roden    | Richard             |

## Ocenění
2008: Český lev – nejlepší film roku 2007

## Recenze
- Někdy je potřeba koupit piano, Darina Křivánková, Lidové noviny 17. května 2007,
- Gabriela Kudelová, Premiere 05/2007,  Tajnosti | PREMIERE
- Jaroslav Sedláček, Cinema 05/2007,  Tajnosti - recenze filmu | časopis CINEMA
- Proč jsou Tajnosti plné radosti, Mirka Spáčilová, MF Dnes 16. května 2007